# Sextus Julius Caesar (tribunus militum in 181 v.Chr.)
Sextus Julius Caesar, waarschijnlijk een zoon van een zekere Lucius Julius Caesar, was tribunus militum in 181 v.Chr. in het leger van de proconsul Lucius Aemilius Paulus Macedonicus. In 170 v.Chr. werd hij als legatus samen met Gaius Sempronius Blaesus uitgezonden om de vrijheid te herstellen in Abdera.

## Noot
1. ↑  Dit valt af te leiden uit de Fasti Capitolini waar Sextus' zoon als kleinzoon van Lucius wordt vermeld.

## Antieke bron
- Titus Livius, Ab Urbe Condita XL 27, XLIII4.

## Referentie
- W. Smith, art. Caesar (4), in W. Smith (ed.), A dictionary of Greek and Roman biography and mythology, I, Boston, 1867, p. 537.